# 黄天华
黄天华（1950年1月25日—2020年8月25日），上海人，中国财政史学家，上海财经大学公共经济与管理学院财政系教授。

## 生平
1968年至1978年，在上海第26漂染厂工作。文化大革命结束后，在1977年12月参加恢复后的首次高考，1978年进入上海财经学院。毕业后在上海市财政局工作，后赴中央财政金融学院财政系读硕士研究生，师从马大英，毕业后回到上海财经大学任教。1986年，黄天华开始计划用30年的时间，研究包括中国税收制度史和中国财政制度史，同时融合军费制度史、官俸制度史、社会保障史、专卖制度史以及宗教与财政关系史。赴全国各地搜集研究资料。他将这些成果写成《中国税收制度史》，2007年出版。
1987年，获中国教育工会上海市委员会、上海市高等教育局“教书育人”先进教育工作者奖。1989年，获财政部、中国财政学会“全国优秀财政理论研究奖”成果奖。2008年，《中国税收制度史》获上海市第九届哲学社会科学优秀成果著作类一等奖。2018年，当选2017上海教育年度新闻人物。
2020年8月25日5时38分在上海中山医院逝世。

## 出版物
专著
- 黄天华. . 上海: 上海财经大学出版社. 1999. ISBN 7-81049-249-7.
- 黄天华. . 上海: 上海远东出版社. 2001. ISBN 7-80661-389-7.
- 黄天华. . 上海: 上海远东出版社. 2001. ISBN 7-80661-278-5.
- 黄天华. . 上海: 复旦大学出版社. 2002. ISBN 7-309-03354-X.
- 黄天华. . 上海: 上海财经大学出版社. 2006. ISBN 7-81098-657-0.
- 黄天华. . 上海: 华东师范大学出版社. 2007. ISBN 978-7-5617-5115-2.
- 黄天华. . 上海: 上海财经大学出版社. 2010. ISBN 978-7-5642-0744-1.
- 黄天华. . 上海: 上海财经大学出版社. 2012. ISBN 978-7-5642-1316-9.
- 黄天华. . 上海: 上海人民出版社. 2017. ISBN 978-7-208-14735-5.

主要论文
- 黄天华. . 税务研究. 2008, (8).
- 黄天华. . 社会科学. 2008, (8).